# آتش و خاکستر
آتش و خاکستر فیلمی به کارگردانی و نویسندگی خسرو پرویزی محصول سال ۱۳۴۰ است. این فیلم ۳۵ میلی‌متری سیاه و سفید، به تهیه‌کنندگی بابکن آویدیسیان و محمدحسین معزی محصول «تهران-شهرستان‌فیلم» است. فیلم‌نامه فیلم برگرفته از داستان بیست و چهار ساعت از زندگی یک زن نوشته اشتفان تسوایگ می‌باشد.
بر اساس جراید و مطبوعات، تولید فیلم آتش و خاکستر در شرکت سینمایی «ویگن فیلم»، به تهیه‌کنندگی ویگن دردریان و محمد حسین معزی آغاز شد.  

## خلاصه داستان
پروین پس از فوت شوهر جوانش محمود،‌ برای جلوگیری از تشدید بیماری روحی، از آبادان راهی تهران می‌شود و با عمو و زن عمویش زندگی می‌كند. او شبی در رستوران با جوانی به نام سعید رو به رو می‌شود كه شباهت كاملی به همسر فقیدش دارد. پروین روز بعد به رستوران می رود تا با سعید گفت و گو كند، اما او را در پای میز قمار می‌یابد، كه همه اندوخته اش را می‌بازد و پس از این كه از حریفانش كتك می‌خورد،‌ تصمیم به خودكشی می‌گیرد. پروین او را نجات می‌دهد و به تدریج به زندگی علاقه‌مند می‌كند.

تبلیغ نمایش نخست فیلم آتش و خاکستر در روزنامه‌ی اطلاعات ۲۷ تیر ۱۳۴۰

## بازیگران
اسامی بازیگران فیلم آتش و خاکستر به شکل* و ترتیب نمایش در عنوان‌بندی آغازین فیلم   :
1. ویدا قهرمانی به نقش پروین
2. ویگن به نقش محمود و سعید
3. نادره (حمیده خیرآبادی) به نقش زن‌عمو
4. [صمد] صباحی به نقش عمو

* اسامی داخل کروشه و پرانتز در عنوان بندی و یا پوستر درج نشده‌اند.

## نمایش فیلم
فیلم آتش و خاکستر برای بار نخست در تاریخ سه‌شنبه ۲۷ تیر ۱۳۴۰ خورشیدی در ۵ سینما در تهران به نمایش درآمد  . این فیلم جایگزین فیلم ترکی صفحه شکسته (به ترکی استانبولی: Kırık Plak) در گروه سینمایی دیانا و جایگزین فیلم هندی میمون آتشپاره (Zimbo Comes To Town)در سینما تهران شد  .
سینماهای نمایش‌دهنده فیلم آتش و خاکستر در تهران، شامل ۵ سینمای دیانا، میامی، ایران، تهران (سینمای زمستانی و تابستانی) و سینما بهار تجریش بودند  .
فیلم آتش و خاکستر، پس از ۳ هفته نمایش در تهران، در تاریخ سه‌شنبه ۱۰ مرداد ۱۳۴۰ به نمایش خود پایان داد و پس از ایام سوگواری ماه صفر، در سینماهای دیانا، ایران و تهران در تاریخ جمعه ۱۳ مرداد ۱۳۴۰ جای خود را به فیلم روسی ملانصرالدین و دزد بغداد (Nasreddin in Bukhara) در این گروه سینمایی داد  .

## گروه موسیقی
- آهنگساز: سورن الکساندر مایلیان
- شاعر: پرویز وکیلی
- خواننده: ویگن
- انتخاب موسیقی متن: خ پ پرنیان
- تهیه صفحات موزیک متن: بنگاه آپولون

#### سه ترانه‌ی اجرا شده در فیلم آتش و خاکستر با ارکستر سورن:
1. داغ بوسه: اولین ترانه‌ی فیلم در سکانس کاباره همراه با اکستر سورن، نشر رویال، شماره کاتالوگ RT 528 و شماره ماتریکس AJ 813[۱۳]
2. آتش و خاکستر: دومین ترانه‌فیلم با تکنوازی گیتار ویگن (در مورد صفحه منتشر شده اطلاعاتی یافت نشد)
3. سرگذشت: سومین ترانه‌ی فیلم در سکانس رستوران و نوازندگی ویگن پشت پیانو، نشر ایران‌گرام [۱۴]. (نسخه‌ی روی صفحه و فیلم در تنظیم و شعر تفاوتهایی دارند)

## تولید فیلم
- آذر ۱۳۳۹: انجام فیلمبرداری فیلم آتش و خاکستر در استودیو شهرستان فیلم[۲]
- آذر ۱۳۳۹: آغاز همکاری سورن و ویگن (به احتمال زیاد) برای تولید ترانه‌های فیلم آتش و خاکستر[۲]
- اوایل بهمن ۱۳۳۹: شروع مجدد فیلم‌برداری، پس از سه ماه توقف. صحنه‌های این فیلم در پلاتوی استودیو آژیرفیلم فیلم‌برداری شده است.[۱۵]

## دیگر عوامل فیلم[۱][۳]
گروه فیلم‌برداری
- فیلمبردار: قدرت‌الله احسانی
- کمک فیلمبردار: علی علایی
- عکس: حسین افشار

گروه تدوین
- تدوین:  خسرو پرویزی
- برش نگاتیف: ایرج گل‌افشان

گروه صدا
- صدابرداری و سینکرون: کاظم راجی‌نیا
- میکس: روبیک منصوری
- صدا: KLANG FILM

گروه لابراتوار
- چاپ و لابراتوار: علی اصغری
- تیتراژ: هاردی تابلوساز

گروه تدارکات و امور فنی
- امور فنی: استودیو ایران فیلم
- متصدی برق: احمد ابراهیمی
- مبلمان: مبل عدالت
- تدارکات: داریوش هاشمی، حسین صالح آبادی